# Aneta Wilmańska
Aneta Katarzyna Wilmańska (ur. 3 września 1976 w Łodzi) – polska ekonomistka, specjalistka ochrony środowiska oraz urzędniczka państwowa i międzynarodowa, w latach 2008–2011 zastępca prezesa Polskiej Agencji Rozwoju Przedsiębiorczości, w latach 2011–2013 podsekretarz stanu w Ministerstwie Środowiska.

## Życiorys
Absolwentka studiów z zakresu międzynarodowych stosunków gospodarczych na Uniwersytecie Łódzkim, gdzie ukończyła podyplomowe studia europejskie. Stypendystka programów Socrates-Erasmus (1999–2000) i Marshall Memorial Fellowship (2011). Absolwentka studiów doktoranckich na Wydziale Zarządzania Uniwersytetu Warszawskiego, studentka studiów Executive MBA na Akademii Leona Koźmińskiego.
Od 2001 pracowała w Ministerstwie Gospodarki. Początkowo zajmowała się polityką innowacyjności oraz spójności, przygotowując akcesję Polski do Unii Europejskiej i biorąc udział w negocjowaniu i przygotowaniu unijnej perspektywy finansowej na lata 2004–2006. W 2004 została w MG wicedyrektorem Departamentu Konkurencyjności odpowiedzialnego za wzrost konkurencyjności przedsiębiorstw w Unii Europejskiej, w 2006 zaś – wicedyrektorem Departamentu Rozwoju Gospodarki, odpowiedzialnym za koordynację procesu lizbońskiego. Brała udział w pracach Economic Policy Group i grupa roboczych przy Ecofin, reprezentowała Polskę w Grupie Wysokiego Szczebla przy Radzie ds. Konkurencyjności. Z ramienia ministra gospodarki uczestniczyła w pracach nad polityką spójności na lata 2007–2013, w tym nad działaniami z zakresu infrastruktury i środowiska, w ramach działań rządowych przygotowywała też dokumenty dotyczące polityki spójności na lata 2014–2020, a także związane z reformami i strategią innowacyjności.
W 2008 objęła stanowisko zastępcy prezesa w Polskiej Agencji Rozwoju Przedsiębiorczości, odpowiedzialnego za badania i analizy, wsparcie instytucji otoczenia biznesu, instrumenty szkoleniowo-doradcze oraz współpracę z regionami w zakresie innowacji, kadr i rozwoju przedsiębiorczości. Nadzorowała współpracę międzynarodową PARP, w tym programy międzynarodowe i działania Europejskiego Stowarzyszenia Agencji ds. Innowacyjności (TAFTIE).
12 grudnia 2011 powołana na stanowisko podsekretarza stanu w Ministerstwie Środowiska. Od stycznia 2012 do stycznia 2014 była także przewodniczącą rady nadzorczej Narodowego Funduszu Ochrony Środowiska i Gospodarki Wodnej. Odwołana z funkcji 18 grudnia 2013. Pracowała następnie w firmach i instytucjach badawczych jako ekspert i doradca do spraw konkurencyjności oraz polityki gospodarczej i klimatycznej, a także dla Europejskiego Banku Inwestycyjnego i jako doradca do spraw polityki publicznej w państwach UE. Od 2015 do 2016 dyrektor w spółce doradczej Infralinx. Od 2016 Dyrektor Przedstawicielstwa PGNiG w Brukseli, została przedstawicielem PGNiG SA w IOGP (International Association of Oil&Gas Producers).
W 2012 odznaczona Odznaką Honorową Związku Banków Polskich, w 2014 – Złotym Krzyżem Zasługi za zasługi dla umacniania i rozwoju integracji europejskiej.